# Liste der Biografien/Cla
Liste der Biografien |
Portal Biografien |
Personensuche
# |
A |
B |
C |
D |
E |
F |
G |
H |
I |
J |
K |
L |
M |
N |
O |
P |
Q |
R |
S |
T |
U |
V |
W |
X |
Y |
Z |
?
 
Ca |
Cb |
Cc |
Ce |
Ch |
Ci |
Cj |
Ck |
Cl |
Cm |
Cn |
Co |
Cr |
Cs |
Ct |
Cu |
Cv |
Cw |
Cy |
Cz
 
Cla |
Cle |
Cli |
Clo |
Clu |
Clw |
Cly
 
Claa |
Clab |
Clac |
Clad |
Clae |
Claf |
Clag |
Clah |
Clai |
Claj |
Clam |
Clan |
Clap |
Clar |
Clas |
Clat |
Clau |
Clav |
Claw |
Clax |
Clay
Die Liste der Biografien führt alle Personen auf, die in der deutschsprachigen Wikipedia einen Artikel haben. Dieses ist eine Teilliste mit einem Eintrag einer Person, deren Namen mit den Buchstaben „Cla“ beginnt.

## Cla
- Clá Dias, João Scognamiglio (1939–2024), brasilianischer römisch-katholischer Geistlicher und Ordensgründer sowie GeneralobererJoão Scognamiglio Clá Dias (1939–2024)

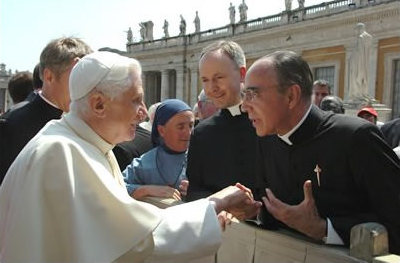
João Scognamiglio Clá Dias (1939–2024)